# M7突擊步槍
M7（前稱：XM5及XM7）是SIG MCX Spear突擊步槍的美國陸軍衍生型，發射.277 Fury（6.8×51毫米）口徑子彈。它是由西格&紹爾（SIG Sauer）於2022年為了參與“下一代班用武器計劃”（Next Generation Squad Weapon Program，NGSW）而研發，目的是取代現役的M4卡賓槍。XM7具備一條加強的自由浮動M-LOK護木以供用戶安裝各種配件。

## 歷史
2019年1月，美國陸軍展開“下一代班用武器計劃”以尋找替換M4卡賓槍和M249班用自動武器的新武器。2019年9月，西格&紹爾提交了其設計的樣槍。XM7被設計至發射6.8×51毫米（.277寸）Fury子彈以改善常見的戰場彈藥，如：5.56×45毫米北約彈（用於M4卡賓槍和M249班用自動武器）和7.62×51毫米北約彈對付穿著防彈衣的敵人時威力不足的問題。陸軍時報形容其為一種“6.8毫米中間型口徑子彈”。然而，.277 Fury的彈道數據指出其可能是一種全威力子彈，因為它有著比7.62×51毫米北約彈更高的膛壓、初速和能量 。2022年4月19日，陸軍授予西格&紹爾一份為期10年的合約，以生產XM7和XM250輕機槍以分別地取代M4和M249。該步槍原本是被定名為XM5，因為它是即將取代M4的武器，可是在2023年1月，陸軍宣佈將會把XM5改名為XM7，以迴避柯特M5卡賓槍的商標爭議。
首批的25支XM7將預定於2023年尾交付陸軍。陸軍計劃採購一共107,000枝步槍以裝備前線作戰部隊，包括：步兵、騎兵斥候、戰鬥工兵、前方觀察員和戰鬥醫療兵。目前暫時沒有計劃為非前線作戰士兵裝備該槍。一旦美國海軍陸戰隊及美國特種作戰司令部也決定採用XM7，西格&紹爾可按照該合約生產額外數量的武器。
XM7步槍、XM250輕型機槍、XM157火控光學平台和6.8×51毫米子彈班用武器於2024年開始進行作戰測試，但不保證在未來可大規模列裝
。一旦被正式採用，XM7將會改名為“M7”。
2024年3月，XM7步槍開始列裝第101空降師。
2025年5月，該槍正式被命名為“M7”。

## 設計

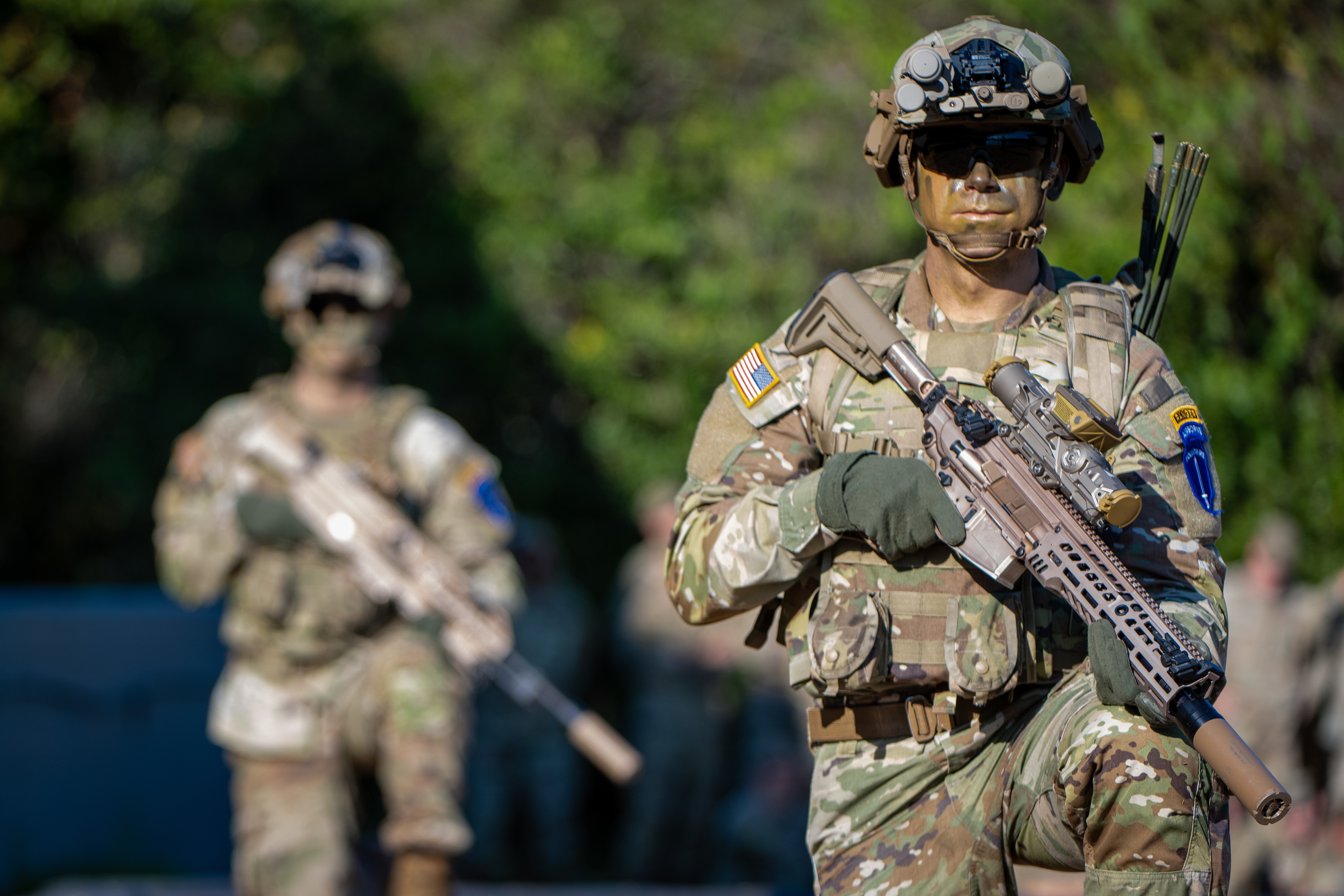
展示NGSW系統的第4遊騎兵訓練營士兵，前方士兵正使用XM7步槍及XM157射控系統

M7重8.38磅（3.80），裝有抑制器時則重9.84磅（4.46）。該槍以20發容量的SR-25規格彈匣供彈，另有25發彈匣可供選擇。每名士兵的建議攜彈量為140發，分散在7個20發彈匣內，連步槍一共重9.8磅（4.4）。一枝未加裝抑制器的M4A1則重6.34磅（2.88），在包含以7個30發彈匣共210發子彈的攜彈量下共重7.4磅（3.4）。相比之下，M7較M4A1重2磅（0.91），而每名士兵亦將在少70發子彈下攜帶比後者重4磅（1.8）的負載。

## 外部連結
- （简体中文）—槍炮世界—XM7 NGSW-R步槍 （页面存档备份，存于）